# Obsenica
Obsenica este o arie protejată (sit de importanță comunitară — SCI) din Croația întinsă pe o suprafață de 40,64 ha, integral pe uscat.

## Localizare
Centrul sitului Obsenica este situat la coordonatele 44°22′05″N 15°39′29″E / 44.368°N 15.658°E.

## Înființare
Situl Obsenica a fost declarat sit de importanță comunitară în iulie 2013 pentru a proteja 1 specie de animale.

## Biodiversitate
Situată în ecoregiunea alpină, aria protejată nu include niciun habitat protejat.
La baza desemnării sitului se află o specie protejată de  pești: Phoxinellus spp..